# Pentapodus numberii
Pentapodus numberii là một loài cá biển thuộc chi Pentapodus trong họ Cá lượng. Loài cá này được mô tả lần đầu tiên vào năm 2009.

## Từ nguyên
Từ định danh numberii được đặt theo tên của Fredy Numberi, Bộ trưởng Bộ Hàng hải và Thủy sản Indonesia, nhằm vinh danh những đóng góp của ông trong việc thiết lập các khu bảo tồn biển ở tỉnh Tây Papua, nơi mà mẫu định danh của loài cá này được thu thập.

## Phân bố và môi trường sống
P. numberii hiện chỉ được biết đến ở khu vực Tây Papua và bờ đông đảo Halmahera. Chúng được tìm thấy trên nền đáy đá vụn lẫn cát và xung quanh rạn san hô ở độ sâu khoảng 12–60 m.

## Mô tả
Chiều dài cơ thể lớn nhất được ghi nhận ở P. numberii là 25 cm. Loài này có một dải màu vàng nhạt khi sống ở giữa bên lườn, có thể nhanh chóng ẩn hiện.
Số gai vây lưng: 10; Số tia vây lưng: 9; Số gai vây hậu môn: 3; Số tia vây hậu môn: 7; Số gai vây bụng: 1; Số tia vây bụng: 5; Số tia vây ngực: 15–16.